# Ibelin
Ibelin – zamek znajdujący się w Królestwie Jerozolimskim, we współczesnym mieście Jawne. Od zamku tego nazwę nosiła bardzo wpływowa rodzina Ibelinów.
Zamek został wybudowany w 1141, między Jafą a Askalonem, niedaleko Montgisard i Ramli. W tamtym czasie Askalon był wciąż kontrolowany przez Egipt Fatymidów, a ich armia co roku przechodziła tędy atakując królestwo krzyżowców. Ibelin został więc wybudowany, żeby ograniczyć te ataki i zagrodzić drogę wrogim wojskom. Pierwszy zamek wybudował król Fulko Jerozolimski – miał on cztery wieże.
Rodzina Ibelinów, która była tak potężna i wpływowa w Królestwie Jerozolimy i później Cypru, twierdziła, że wywodzi się z rodu Le Puiset, wicehrabiów Chartres, ale zostało to sfabrykowane. Prawdopodobnie pochodzili oni z Pizy, we Włoszech. Pierwszym znanym członkiem tej rodziny był Barisan, który był rycerzem w służbie hrabiego Jafy i około 1110 został konstablem Jafy. Jako nagrodę za lojalną służbę około 1122 ożeniono go z Helvis, dziedziczką niedalekiej Ramli. W 1141 Barisan otrzymał od króla Fulka zamek Ibelin. Rodzina miała więc Ibelin i Ramlę a następnie otrzymała również Nablus.

## Panowie Ibelinu
- Barisan z Ibelinu (ok. 1134–1150),
- Hugo z Ibelinu (1150–1170),
- Baldwin z Ibelinu (odziedziczył Ibelin w 1170, ale przekazał go Balianowi),
- Balian z Ibelinu (1170–1193),
- Jan z Ibelinu (1193–1236)
- Ibelin przeszedł bezpośrednio w ręce hrabiów Jafy i Aszkelonu

## Drzewo genealogiczne
- Barisan z Ibelinu OO Helvis z Ramli
  - Hugo z Ibelinu OO Agnieszka z Courtenay
  - Baldwin z Ibelinu OO Richilde z Bethsan
    - Tomasz, pan Ramli
    - Eschiwa OO Amalryk II
      - Hugo I, Król Cypru OO Alicja Jerozolimska, Królowa Cypru
        - Henryk I Cypryjski
          - Hugo II Cypryjski,

        - Maria de Lusignan OO Walter IV de Brienne, hrabia Jafy
          - Hugo de Brienne

        - Isabella de Lusignan OO Henryk z Antiochii
          - Hugo z Antiochii, król Cypru i Jerozolimy

      - Helvis OO Rajmund Rupen z Antiochii i Armenii
        - Maria z Toronu i Tyru
        - Eschiva z Antiochii OO Hethum z Lampron

    - Stefania

  - Balian z Ibelinu OO Maria Komnena
    - Helvis
    - Jan z Ibelinu OO Melisenda z Arsuf
      - Balian, pan Bejrutu OO Eschiwa z Montbéliard
        - Isabella z Ibelinu OO Henryk Embriaco de Gibelet
          - Gwidon II Embriaco de Gibelet OO Małgorzata Grenier z Sidonu 
            - Maria Embriaco de Gibelet OO Filip z Ibelinu, seneszal

        - Jan II z Ibelinu, pan Bejrutu OO Alicja de la Roche z Aten
          - Isabella, pani Bejrutu OO Hugo II Cypryjski
          - Eschiva, pani Bejrutu OO Humphrey Montfort z Tyru, potem Gwidon z Lusignan
            - Hugo IV Cypryjski OO Maria z Ibelinu, potem Alicja z Ibelinu
              - Jakub I Cypryjski OO Helvis Brunswicka
                - Janusz Cypryjski OO Charlotta de Burbon
                  - Anna Cypryjska OO książę Ludwik Sabaudzki
                    - Amadeusz IX Sabaudzki
                    - Filip II Sabaudzki

      - Isabella OO Hugo III Cypryjski
        - Gwidon de Lusignan OO Eschiwa z Ibelinu, pani Bejrutu

      - Jan, pan Arsuf, konstabl Jerozolimy OO Alicja z Cayphas
        - Balian, pan Arsuf OO Plaisance z Antiochii, potem Lucia de Cenechy
          - Jan z Ibelinu OO Isabella z Ibelinu
            - Balian z Ibelinu, pan Arsuf

      - Baldwin, seneszal Cypru OO Alicja de Bethsan
        - Jan z Ibelinu OO Isabella du Rivet
          - Baldwin z Ibelinu, pan Korakou-Vitzada OO Marguerita d'Embriac de Gibelet
            - Isabella z Ibelinu OO Gwidon II z Ibelinu

        - Filip Ibelinu, konstabl Cypru
          - Balian z Ibelinu, tytularny książę Galilei

      - Gwidon, konstabl Cypru OO Filipa Berlais
        - Baldwin z Ibelinu, bailif Jerozolimy
        - Balian z Ibelinu, seneszal Cypru OO Alicja de Lampron
          - Isabella OO Jan z Ibelinu, pan Arsuf
          - Gwidon II z Ibelinu OO Isabella z Ibelinu
            - Alicja z Ibelinu OO Hugo IV Cypryjski

        - Filip z Ibelinu, seneszal Jerozolimy OO Maria Embriaco de Gibelet
          - Isabella OO Ferdynand z Majorki, potem Hugo z Ibelinu, hrabia Jafy
          - Helvis OO Henryk Brunswicki
            - Filip Brunswicki, konstabl Cypru OO Helvis de Dampierre
              - Jan Brunswicki, admirał Cypru
              - Helvis Brunswicka OO Jakub I Cypryjski

    - Małgorzata
    - Filip z Ibelinu OO Alicja de Montbéliard
      - Jan z Ibelinu, hrabia Jafy i Aszkalonu OO Maria z Armenii
        - Jakub z Ibelinu, hrabia Jafy
        - Gwidon z Ibelin, hrabia Jafy
          - Hugo z Ibelinu, hrabia Jafy OO Isabella z Ibelinu
            - Balian z Ibelinu, hrabia Jafy
            - Gwidon z Ibelinu, hrabia Jafy
              - Jan z Ibelinu, hrabia Jafy
              - Maria z Ibelinu, dziedziczka tytularnego hrabstwa Jafy OO Renier LePetit, tytularny hrabia Jafy

          - Maria z Ibelinu OO król Hugo IV

      - Maria

  - Ermengarda OO Wilhelm Bures, książę Galilei
  - Stefania